# WSIE
WSIE est une station de radio américaine, de service public, basée à Edwardsville, dans l'Illinois, et émettant sur l'agglomération du Grand Saint-Louis. Affiliée au réseau NPR, gérée par l'université Southern Illinois University Edwardsville (en), elle diffuse ses programmes sur la fréquence 88,7 FM.
WSIE est la principale radio de jazz du Grand Saint-Louis. Sa programmation comprend également des émissions d'informations et des étudiantes, ainsi que la diffusion des rencontres sportives des Cougars de SIU Edwardsville, clubs sportifs de l'université.